# Mirco Borniger
Mirco Borniger (* 14. Dezember 1984 in Koblenz) ist ein deutscher Fußballtrainer.

## Werdegang
Nach einer erfolgreichen Saison als Trainer des FV Engers und einem kurzen Intermezzo als C-Jugend Trainer des TuS Koblenz nahm er das Angebot des Fußball-Bundesligisten SC 07 Bad Neuenahr im Jahre 2009 an und trainiert die Mannschaft seitdem gemeinsam mit Thomas Obliers. Trotz zahlreicher Angebote entschied sich das Trainerteam den Vertrag bei Neuenahr zu verlängern. Nach der Insolvenz vom SC 07 Bad Neuenahr im Mai 2013 wurde das Arbeitsverhältnis aufgelöst.
Nach der Entlassung von Thomas Obliers im März 2011 übernahm Borniger den Posten des Cheftrainers und führte ihn bis zur Sommerpause aus. 
| Personendaten    | Personendaten            |
| ---------------- | ------------------------ |
| NAME             | Borniger, Mirco          |
| KURZBESCHREIBUNG | deutscher Fußballtrainer |
| GEBURTSDATUM     | 14. Dezember 1984        |
| GEBURTSORT       | Koblenz                  |